# Mehdi Cerbah
Mehdi Cerbah (àrab: مهدي سرباح)  (Alger, 3 de gener de 1953 - 29 d'octubre de 2021) fou un futbolista algerià de la dècada de 1970.
Fou internacional amb la selecció d'Algèria amb la qual participà en la Copa del Món de futbol de 1982.
Pel que fa a clubs, destacà a USM Alger, JS Kabylie i RC Kouba, a més de Montreal Manic.